# 卡尔法克斯塔

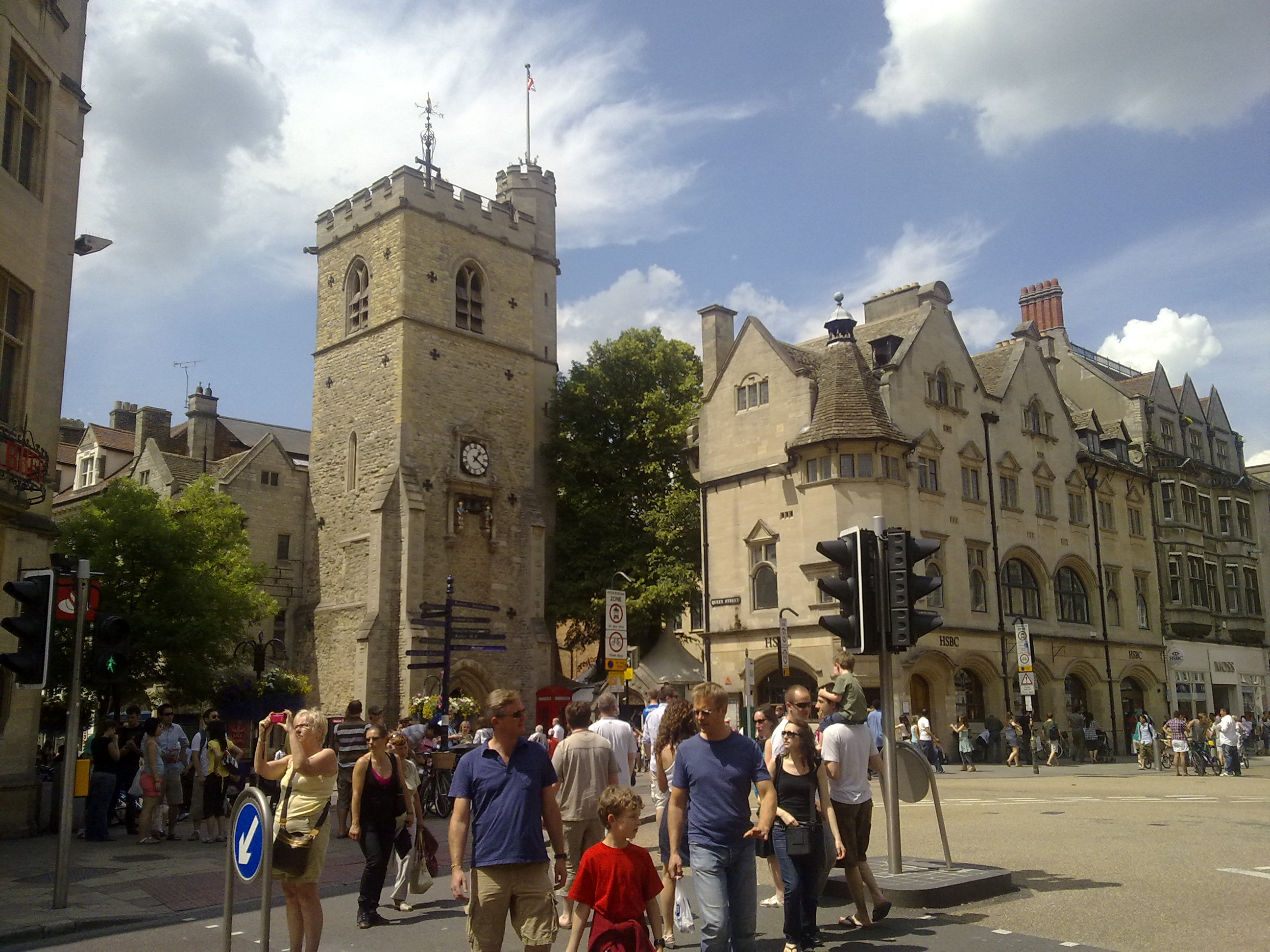
卡尔法克斯塔

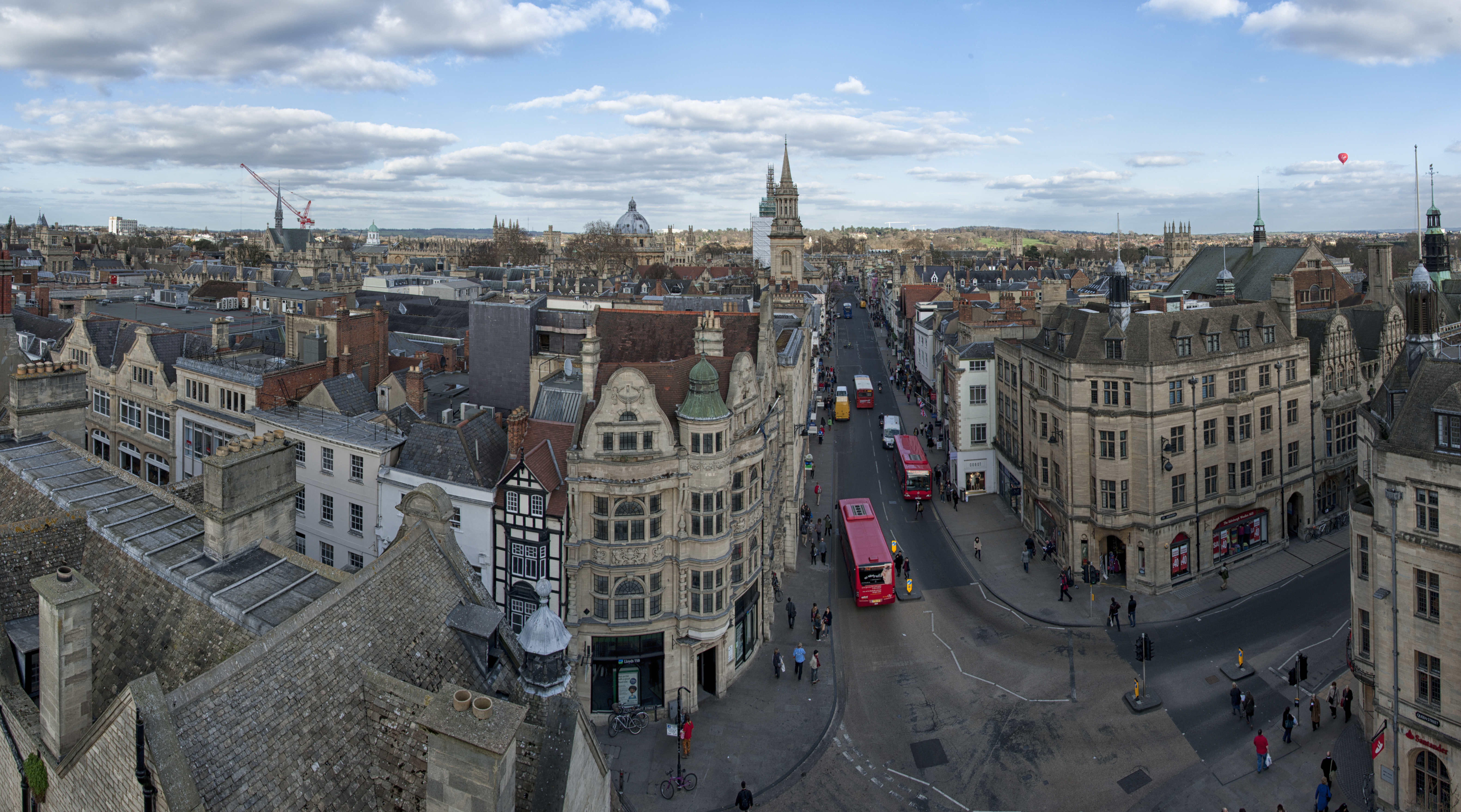
从卡尔法克斯塔顶眺望

卡尔法克斯塔（Carfax Tower）是位於英國牛津市13世纪圣马丁堂的遗迹，位于阿尔达特街（St Aldate's，南）、谷物市场街（Cornmarket Street，北）、高街（High Street，东）、王后街（Queen Street，西）十字路口西北角，被认为是城市的中心。“卡尔法克斯”源于法语carrefour，意为十字路口。卡尔法克斯塔现在由牛津市议会拥有。

## 历史
从1122年到1896年，圣马丁堂曾是牛津正式的城市教堂，是市长礼拜的地点。1896年为改善交通，教堂的主体部分拆除，牛津的城市教堂遂改到高街的诸圣堂。
卡尔法克斯塔高23米，在牛津市中心不可以兴建高度超过它的建筑物。登上塔顶是欣赏牛津天际线的好地方。